# Межирівський район
Межи́рівський райо́н — колишній район Вінницької округи.

## Історія
Утворений 7 березня 1923 року з центром у Межирові в складі Вінницької округи Подільської губернії. До складу району ввійшли 13 сільських рад: Біликовецька, Винниковецька, Дубівська, Коростовецька, Головчинецька, Лопатинецька, Лисогірська, Межирівська, Почапинецька, Северинівська, Сербинівська, Стодулецька, Чернятинська — усього 25 сіл.
Після ліквідації округ 15 вересня 1930 року райони передані в пряме підпорядкування УСРР..
Ліквідований у 1932 році.